# Міхалув (Воломінський повіт)
Міхалув (пол. Michałów) — село в Польщі, у гміні Клембув Воломінського повіту Мазовецького воєводства.
Населення — 180 осіб (2011).
У 1975-1998 роках село належало до Остроленцького воєводства.

## Демографія
Демографічна структура станом на 31 березня 2011 року:
|          | Загалом | Допрацездатний вік | Працездатний вік | Постпрацездатний вік |
| -------- | ------- | ------------------ | ---------------- | -------------------- |
| Чоловіки | 93      | 19                 | 67               | 7                    |
| Жінки    | 87      | 8                  | 60               | 19                   |
| Разом    | 180     | 27                 | 127              | 26                   |